# Висококонцентрована водовугільна суспензія
Висококонцентро́вана водовугі́льна суспе́нзія (ВВВС), (рос. высококонцентрированная водоугольная суспензия (ВВУС), англ. highly loaded coal-water slurry) — водовугільна суспензія з підвищеною концентрацією вугільної речовини.

## Загальний опис
Склад ВВВС: 62—65 % вугілля подрібненого до рівня 0—(100÷250) мкм., 37—34 % води та близько 1 % хімічних добавок — пластифікаторів. У деяких видах ВВВС вміст вугілля досягає 80 %.
В'язкість кондиційних ВВУС, як правило, знаходиться в межах 0,5—1,2 Па•с, седиментаційна стабільність — 30 діб.
Для теоретичного обґрунтування стійкості ВВУС використовується теорія ДЛФО
Найбільш технологічним, економічним і сприятливим фактором для максимально щільної упаковки частинок твердої фази в одиниці об'єму суспензії, є бімодальний характер розподілу частинок за розмірами з певним співвідношенням крупної (100—250 мкм) і дрібної (менше 40 мкм) фракцій. Доцільна частка дрібної фракції від маси твердої фази суспензії — 30—40 %. Забезпечення оптимального гранулометричного складу розв'язується індивідуально для кожного виду вугілля і залежить від його марки і властивостей: зольності, вологості, ступеня окиснення, індексу твердості і таке інше.

## Одержання
Див. Технологія одержання висококонцентрованої водовугільної суспензії
Найперспективнішою технологією одержання ВВВС є мокре подрібнення вугілля у млині. Найбільш часто застосовуються домішки на основі технічних лігносульфонатів (відходи при виробництві паперу за сульфітною технологією), гуматні реагенти (натрієві солі гумінових кислот різних фракцій), поліфосфати, які ефективно діють в лужному середовищі (при рН = 9÷11).
Виробництво седиментаційно стійкої ВВВС на основі збагаченого (малозольного) вугілля (зольністю менше 8 %) потребує складнішої технології, зв'язаної з обов'язковим двостадійним помелом вугілля для забезпечення бімодального гранулометричного складу, а також проведення процесу приготування ВВВС на двох паралельних технологічних лініях, на яких застосовуються неоднакові домішки-пластифікатори. Продукти двох паралельних технологічних ліній змішують з одержанням стабільної суспензії.
На початку XXI ст. перспективним вважається використання при підготовці ВВВС кавітаційних технологій.

## Використання

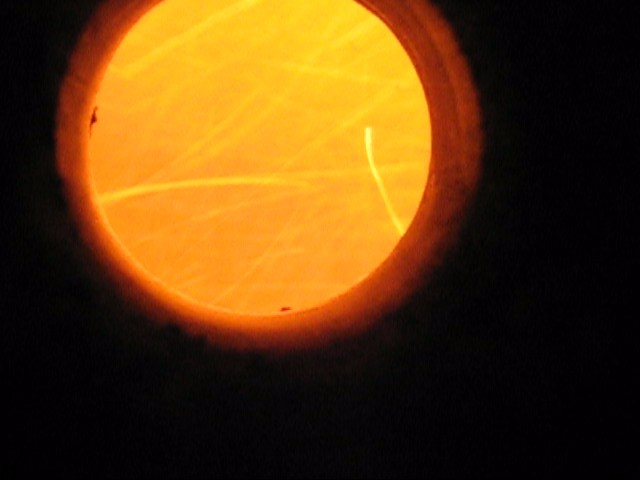
Горіння ВВВС у вихревій топці мазутного котла ДКВР-6,5-13, модернізованого для спалювання водо-вугільного палива Пос. Енський Мурманської обл.

ВВВС використовують для гідравлічного транспортування (переважно в магістральних гідротранспортних системах), транспортування в автомобільних та залізничних цистернах та як рідке паливо (див. також водовугільне паливо — ВВП).
В останні роки виділилося три напрямки в теорії і практиці ВВВС:
1. ВВВС зі звичайного енергетичного вугілля.
2. ВВВС з надчистого (низькозольного) вугілля.
3. ВВВС з вугільних шламів (високозольне вугілля).

Спалювання ВВВС можливе у вихревій топці, у топці з киплячим шаром.